# Михеев, Николай Александрович (футболист)
Николай Александрович Михеев (5 [18] апреля 1911, Москва — 20 декабря 1995, Воронеж) — советский футболист, нападающий. Участник четырёх первых чемпионатов СССР по футболу.

## Биография
Михеев начал заниматься футболом на стадионе предприятия Трёхгорная мануфактура. С 1928 по 1932 играл за взрослую команду. В 1933 проходил службу рядовым в войсках НКВД, играя за воронежское «Динамо». Был капитаном сборной Воронежа, которая в 1934 году стала чемпионом РСФСР, в 1935 году первым чемпионом Воронежской области. После армии играл в Москве за клубы «Казанка» и «Локомотив».
Весной 1936 года в составе «Локомотива» участвовал в первом чемпионате СССР по футболу. 22 мая в игре первого тура против ленинградского «Динамо» нанёс первый удар, с которого начался этот матч и весь чемпионат. Принял участие во всех 6 играх первенства. Осенью 1936 во втором чемпионате СССР вышел на поле в первых четырёх встречах. В первенстве 1937 года сыграл 7 матчей и забил 1 гол. В 1941 году сыграл два матча в чемпионате СССР в составе «Стахановца» (Сталино).
В октябре 1941 года на окраину Куйбышева был эвакуирован авиационный завод имени К. Е. Ворошилова. Работавший на нём Николай Михеев и несколько других футболистов (Иван Рожков, Борис Герасимов, Михаил Ходня, Сергей Румянцев, Дмитрий Синяков, Алексей Колесников, Владимир Теляк) весной 1942 года образовали костяк новой команды «Крылья Советов». Николай Михеев, став первым капитаном «Крыльев», выиграл весенний чемпионат и кубок города. С 1946 по 1952 тренировал и одновременно сам выступал за «Крылья Советов» из Рыбинска. Закончив играть вернулся в Воронеж.
Играл за «Крылья Советов» Москва во втором чемпионате СССР по хоккею с шайбой.

## Титулы и достижения
- Обладатель Кубка СССР: 1936